# Дворец культуры и техники имени В. П. Капранова
Дворец культуры и техники имени В. П. Капранова (Дом культуры Союза кожевников имени В. П. Капранова) — здание, до воссоздания числившееся выявленным памятником архитектуры. Расположен в Санкт-Петербурге, современный адрес дома — Московский проспект, 97.
Здание построено в 1929—1931 годах по проекту М. С. Рейзмана, оно предназначалось для работников кожевенного и обувного производства, в частности, для рабочих и служащих обувной фабрики «Скороход». У дома культуры была двухчастная схема: симметричный театральный корпус с трапециевидным залом на 1300 мест и асимметричная группа объёмов клубной зоны с малыми залами. По сравнению с исходным проектом в построенном здании остеклённое фойе было сжато по вертикали, масса стен увеличена, прямоугольные башни на углах главного фасада заменены закруглёнными объёмами с лопатками и обрамлениями, ленточные окна расчленены столбиками и простенками. На плоских крышах были расположены солярии, в интерьерах были проявлены несущие железобетонные конструкции, в оформлении фасадов встречались горизонтальные окна и вертикальное остекление. В 1936 году театральные помещения были отделаны более декоративно, также по проекту М. С. Рейзмана.
В 2001 году здание было включено в «Перечень вновь выявленных объектов, представляющих историческую, научную, художественную или иную культурную ценность». В 2006—2009 годах дом культуры был разобран (снесён). Озвучивались подозрения в неправомерности произошедшего (зампред КГИОП Александр Леонтьев сообщал, что КГИОП не выдавал разрешение на демонтаж, но «допускал возможность перекладки части деформированных стен и полную замену изношенных конструкций перекрытий здания»). Главный архитектор проекта реконструкции Рафаэль Даянов утверждал, что здание было признано инженерами «лопнувшим». В 2008 году основные объёмы и рисунок фасадов были воссозданы из современных материалов с включением в комплекс высотной гостиницы и соответствующей перепланировкой. 23 апреля 2009 года распоряжением КГИОП № 10-10 зданию было отказано во включении в Единый государственный реестр объектов культурного наследия (памятников истории и культуры) народов Российской Федерации.